# Лукачек
Лукачек — упразднённый посёлок в Селемджинском районе Амурской области России. Точная дата упразднения не установлена.

## География
Посёлок располагался левом берегу реки Верхняя Стойба (приток Селемджи) в месте впадения в неё реки Лукачек, на расстоянии примерно 43 километров (по прямой) к западу от поселка Экимчан.

## История
Посёлок возник как прииск золотодобытчиков.
По данным 1926 года на прииске Лукачек имелось 6 хозяйств. В национальном составе населения преобладали китайцы. В административном отношении входил в состав Стойбинского сельсовета Селимджино-Буреинского района Амурского округа Дальневосточного края.
В 1942 году населённый пункт Лукачек Мынского сельсовета преобразован в рабочий посёлок и Мынский поселковый совет. В 1953 году Мынский поссовет переименован в Лукачекский.
С 1928 по 1954 год в посёлке располагалось Мынское приисковое управление. А с 1955 по 1960 приисковый участок.
В 1974 году в связи с прекращением функционирования промышленных предприятий и организаций, сокращением населения в рабочем поселке Лукачек и перемещением промышленных предприятий в поселок Мариинск, рабочий поселокпосёлок преобразован в сельский населённый пункт. Лукачекский поселковый совет преобразован в Мариинский сельский совет.

## Население
| 1926 | 1959 | 1970 | 1974 |
| ---- | ---- | ---- | ---- |
| 35   | ↗816 | ↘525 | ↘46  |